# 다니엘 브리스부아
대니엘 브리즈부아(Danielle Anne Brisebois, 1969년 6월 28일 ~ )는 미국의 배우, 가수, 싱어송라이터, 작곡가, 피아노 연주자, 음악 프로듀서이다.
브루클린에서 태어났다.

## 출연 작품
- 라이프 애프터 투마로우 (2006년) - 본인 역
- 이보다 더 좋을 순 없다 (1997년)
- 미녀 갱단 빅 배드 마마 2 (1987년)
- 슬로우 댄싱 인 빅 시티 (1978년)
- 악몽의 테레파시 (1976년)

### 텔레비전
- 낫츠 랜딩 (1979년)
- 올 인 더 패밀리 (1968년) - 스테파니 밀스 역
- 우리 생애 나날들 (1965년)